# Courant, Charente-Maritime

Courant este o comună în departamentul Charente-Maritime, Franța. În 1 ianuarie 2022 avea o populație de 442 de locuitori.